# يو إف سي في 2001
كان عام 2001 هو العام التاسع في تاريخ بطولة القتال النهائي (يو إف سي)، وهي عبارة عن ترويج لفنون القتال المختلطة مقره الولايات المتحدة. في عام 2001، عقدت يو إف سي 5 أحداث بدءاً من يو إف سي 30: معركة على الممر الخشبي.

## قائمة الأحداث
| #   | الحدث                               | التاريخ        | المكان                     | الموقع                                     | الحضور |
| --- | ----------------------------------- | -------------- | -------------------------- | ------------------------------------------ | ------ |
| 038 | يو إف سي 34: الجهد العالي           | 2 نوفمبر 2001  | إم جي إم جراند جاردن أرينا | لاس فيغاس، نيفادا، الولايات المتحدة        |        |
| 037 | يو إف سي 33: النصر في فيغاس         | 28 سبتمبر 2001 | ميشيلوب ألترا أرينا        | لاس فيغاس، نيفادا، الولايات المتحدة        | 9٬500  |
| 036 | يو إف سي 32: المواجهة في ميدولاندز  | 29 يونيو 2001  | كونتيننتال ايرلاينز ارينا  | شرق راذرفورد، نيو جيرسي، الولايات المتحدة  | 12٬500 |
| 035 | يو إف سي 31: مؤمن ومحمّل             | 4 مايو 2001    | ترامب تاج محل              | أتلانتيك سيتي، نيو جيرسي، الولايات المتحدة | —      |
| 034 | يو إف سي 30: معركة على الممر الخشبي | 23 فبراير 2001 | ترامب تاج محل              | أتلانتيك سيتي، نيو جيرسي، الولايات المتحدة | 3٬000  |